# Орлов, Игорь Николаевич
И́горь Никола́евич Орло́в (20 марта 1930, Родники, Ивановская область — 1997, Москва) — советский и российский учёный в области электромеханики, деятель высшей школы. Доктор технических наук (1976), профессор (1978), заслуженный деятель науки и техники РСФСР (1991). Ректор Московского энергетического института (МЭИ) в 1985—1990 годах.

## Биография
Игорь Николаевич Орлов родился 20 марта 1930 года в городе Родники Шуйского округа (упразднён 23 июля 1930 года) Ивановской промышленной области (после раздела Ивановской промышленной области 11 марта 1936 года на Ивановскую и Ярославскую город вошёл в состав Ивановской области) в семье врача. В 1947 году окончил в Родниках среднюю школу и поступил на электромеханический факультет (ЭМФ) Московского энергетического института. Во время обучения за успехи в учёбе и большую общественную работу был удостоен стипендии имени К. И. Шенфера. В 1953 году окончил с отличием МЭИ по специальности «Электрические машины и аппараты», получив квалификацию инженера-электромеханика.
С мая того же года — лаборант, затем младший научный сотрудник кафедры авиационного и автотракторного электрооборудования (ААТЭ; с 1954 года — кафедра электрооборудования самолётов и автомобилей, ЭСА). С 1954 года — член КПСС. В ноябре 1955 года он поступил в аспирантуру при этой же кафедре. Закончив в 1958 году обучение в аспирантуре, И. Н. Орлов вновь работает на кафедре ЭСА младшим научным сотрудником, а с 1959 года — ассистентом.
В 1960 году защитил диссертацию на соискание учёной степени кандидата технических наук (тема — «Вопросы теории и проектирования гистерезисных электродвигателей», научный руководитель — профессор А. Н. Ларионов). С 1962 года работает в должности доцента (учёное звание доцента ему было присвоено годом позже); в 1968—1974 годах является заместителем заведующего кафедрой. Параллельно с учебной и научной работой И. Н. Орлов продвигается по партийной линии: парторг кафедры, член и секретарь партбюро ЭМФ, член и заместитель секретаря парткома МЭИ.
В 1976 году И. Н. Орлов защитил диссертацию на соискание учёной степени доктора технических наук (тема — «Электродвигатели для привода гироскопа (вопросы теории, применения и проектирования)»). После этого он становится профессором кафедры ЭСА, а в 1978 году решением ВАК СССР ему было присвоено учёное звание профессора.
С 1979 по май 1995 года И. Н. Орлов — заведующий кафедрой электрооборудования самолётов и автомобилей (в 1989 году стала называться кафедрой энергоснабжения и электрооборудования летательных аппаратов, ЭЭЛА; в настоящее время — кафедра электротехнических комплексов автономных объектов и электрического транспорта). В этот период происходит серьёзное обновление направленности подготовки специалистов по электрооборудованию летательных аппаратов (ЛА) с выдвижением на первый план системного подхода к проектированию и исследованию такого оборудования, существенную модернизацию претерпевают кафедральные учебные лаборатории, ведётся разработка учебно-методического обеспечения новых учебных дисциплин («Электромеханические системы», «Электрооборудование ЛА», «Математическое моделирование ЭЛА», «Методы преобразования энергии», «Инженерное проектирование и САПР»), создаются новые учебные планы и программы подготовки бакалавров и магистров по направлению «Электротехника, электромеханика и электротехнологии» и специальности «Электрооборудование летательных аппаратов».
Ещё в 1974 году И. Н. Орлов был назначен научным руководителем Отдела научно-исследовательских работ МЭИ (ОНИР МЭИ; позднее преобразован в Научно-исследовательскую часть МЭИ, НИЧ МЭИ), а в 1982 году он стал проректором МЭИ по научной работе. Ему принадлежит значительный вклад в совершенствование организации научно-исследовательских работ в институте, в расширение проводимых в МЭИ комплексных фундаментальных исследований и внедрение их результатов в народное хозяйство.
Новый период в жизни И. Н. Орлова начался в 1985 году, когда его назначали ректором Московского энергетического института; на этом посту он проработал 5 лет, которые трудно отнести к благополучным годам для высшей школы страны: начиналось разрушение системы высшего образования. Однако И. Н. Орлов в этот период напряжённо работал над сохранением позиций МЭИ как одного из ведущих технических вузов страны и сложившихся в предшествующие годы высоких стандартов научно-исследовательской и педагогической деятельности коллектива института, над повышением её эффективности, над оптимизацией учебного процесса и внедрением в него и в научные исследования новых средств вычислительной техники. Он неустанно занимался вопросами совершенствованиям хозяйственной деятельности в институте, улучшения условий труда, быта и отдыха студентов и сотрудников.
Параллельно со своей профессиональной деятельностью И. Н. Орлов много времени уделял общественной работе. Он был депутатом Моссовета (избран в 1987 году и возглавлял там комиссию по образованию), членом Калининского райкома КПСС, заместителем председателя Совета ректоров вузов Москвы, членом экспертного совета при ВАК СССР (в 1989—1994 годах — членом пленума ВАК), членом правления Союза научных и инженерных обществ СССР (в 1988—1993 годах).
На прошедшей в начале 1990 года конференции трудового коллектива МЭИ (первой в истории института) по предложению И. Н. Орлова впервые на альтернативной основе был избран новый ректор института — профессор Е. В. Аметистов, до этого работавший проректором МЭИ по научной работе. С этого времени И. Н. Орлов сосредоточился на преподавательской, научной и организаторской работе кафедры ЭЭЛА.
Скончался И. Н. Орлов в Москве в 1997 году. Похоронен на Ваганьковском кладбище.

## Научная деятельность
Основными направлениями научных исследований и практических разработок И. Н. Орлова были прецизионная электромеханика специального и общего назначения и применение вычислительной техники для моделирования, научных исследований и проектирования в данной области. Он стал создателем нового научного направления: системный анализ и проектирование электромеханических устройств гироскопов. Под руководством И. Н. Орлова были проведены комплексы научных исследований, посвящённых разработке электропривода технологических линий, гироскопического гистерезисного электропривода, автоматизации проектирования и моделирования приборных электромеханических систем.
И. Н. Орлов — автор 180 печатных научных работ (включая 18 книг и учебных пособий) и 13 авторских свидетельств на изобретения. Под его научным руководством было защищено 15 кандидатских диссертаций, а трое из авторов данных работ позднее стали докторами наук.

## Личные качества
Для И. Н. Орлова были характерны высокая ответственность за порученное дело, требовательность, умение организовать работу руководимого им коллектива. Порою он бывал достаточно жёстким в своих суждениях и решениях, но при этом оставался доброжелательным и мягким в отношениях (даже с теми, кого критиковал). Тем, кому довелось работать и общаться с ним, он запомнился как человек высокой коммуникабельности, исключительной порядочности, принципиальности в решении основных вопросов, внимательности к проблемам коллег и подчинённых, большой культуры и скромности.
Принципиальность И. Н. Орлов проявлял и по отношению к себе. После того, как его предшественник на посту ректора МЭИ В. А. Григорьев издал приказ о запрете курения в помещениях института, И. Н. Орлов, бывший заядлым курильщиком, никогда не позволял себе нарушать введённый порядок: он выходил на улицу и шёл по Авиамоторной улице вдоль корпуса «К» в сторону шоссе Энтузиастов, отыскивая место, где можно было покурить.
На отдыхе он любил собирать грибы, будучи грибником страстным и удачливым.

## Награды и звания
- Орден Трудового Красного Знамени[19]
- Медаль «За трудовую доблесть»[19]
- Медаль «За трудовое отличие»[19]
- Медаль «За доблестный труд. В ознаменование 100-летия со дня рождения В. И. Ленина»[19]
- Почётное звание «Заслуженный деятель науки и техники РСФСР» (1991)[15]
- Звание «Заслуженный профессор МЭИ» (1995)[15]

## Публикации

### Отдельные издания
- Мастяев Н. З., Орлов И. Н. . Гистерезисные электродвигатели. Ч. 1. Вопросы теории и применения. — М.: МЭИ, 1963. — 222 с.
- Мастяев Н. З., Орлов И. Н. . Гистерезисные электродвигатели. Ч. 2. Вопросы проектирования. — М.: МЭИ, 1963. — 187 с.
- Делекторский Б. А., Мастяев Н. З., Орлов И. Н. . Проектирование гироскопических электродвигателей. — М.: Машиностроение, 1968. — 252 с.
- Арбузов Ю. В., Делекторский Б. А., Никаноров В. Б., Орлов И. Н. . Гиродвигатели. — М.: Машиностроение, 1983. — 177 с.
- Герасимов В. Г., Грудинский П. Г., Лабунцов В. А., Орлов И. Н., Соколов М. Н., Федосеев А. М., Шихин А. Я., Антик И. В. . Электротехнический справочник. 7-е изд. Т. 1. Общие вопросы. Электротехнические материалы. — М.: Энергоатомиздат, 1985. — 488 с.
- Герасимов В. Г., Грудинский П. Г., Лабунцов В. А., Орлов И. Н., Соколов М. Н., Федосеев А. М., Шихин А. Я., Антик И. В. . Электротехнический справочник. 7-е изд. Т. 2. Электротехнические изделия и устройства. — М.: Энергоатомиздат, 1986. — 712 с.
- Герасимов В. Г., Грудинский П. Г., Лабунцов В. А., Орлов И. Н., Соколов М. Н., Федосеев А. М., Шихин А. Я., Антик И. В. . Электротехнический справочник. 7-е изд. Т. 3. Производство и распределение электрической энергии. — М.: Энергоатомиздат, 1988. — 880 с.
- Орлов И. Н., Герасимов В. Г., Грудинский П. Г. . В начале творческого пути. Советы студентам технических вузов. — М.: Высшая школа, 1986. — 128 с.
- Орлов И. Н., Маслов С. И. . Системы автоматизированного проектирования электромеханических устройств. — М.: Энергоатомиздат, 1989. — 296 с. — ISBN 5-283-00527-5.
- Герасимов В. Г., Орлов И. Н., Филиппов Л. И. . От знаний — к творчеству (становление личности). — М.: Изд-во МЭИ, 1995. — 228 с. — ISBN 5-7046-0099-9.

### Некоторые статьи
- Ларионов А. Н., Мастяев Н. З., Орлов И. Н., Панов Д. Н.  Общие вопросы теории и гистерезисных электродвигателей // Электричество. — 1958. — № 7. — С. 1—6.
- Орлов И. Н.  Гистерезисный двигатель как синхронная машина с магнитным возбуждением // Труды МЭИ. — 1962. — Вып. 39. — С. 275—290.
- Мастяев Н. З., Орлов И. Н.  Некоторые вопросы проектирования гистерезисного двигателя // Электричество. — 1963. — № 10. — С. 39—45.
- Орлов И. Н., Селезнёв А. П.  Влияние механических напряжений на магнитные свойства материалов, применяемых для активной части ротора гистерезисного двигателя // Известия вузов. Электромеханика. — 1966. — № 9. — С. 1001—1004.
- Делекторский Б. А., Орлов И. Н.  Запуск асинхронного гиродвигателя // Известия вузов. Электромеханика. — 1968. — № 7. — С. 749—752.
- Ларин В. П., Орлов И. Н., Спирин А. В.  Моделирование неустановившихся тепловых процессов в гироузлах на АВМ // Известия вузов. Электромеханика. — 1973. — № 4. — С. 445—451.
- Орлов И. Н., Архипов О. Г., Маслов С. И.  Принципы построения и практическая реализация на ЦВМ стохастической математической модели электрической машины // Электричество. — 1976. — № 4. — С. 76—79.
- Орлов И. Н.  Общий анализ двухдвигательного электропривода // Электричество. — 1977. — № 6. — С. 42—46.
- Китаев А. В., Орлов И. Н.  О физическом механизме самовозбуждения асинхронной машины // Электричество. — 1978. — № 4. — С. 47—51.
- Делекторский Б. А., Орлов И. Н., Черняева О. М.  Математическая модель линейного перемагничивания магнитотвёрдого материала // Известия вузов. Электромеханика. — 1980. — № 9. — С. 898—900.
- Орлов И. Н., Маслов С. И., Крючкова Т. Н.  Обращённый алгоритм поиска и оптимизации проектных решений и его реализация с САПР электромеханических устройств // Электротехника. — 1984. — № 7. — С. 45—47.